# Mačić
Mačić (bermudski rilac; lat. Sisyrinchium bermudiana), biljna vrsta u porodici perunikovki. Pripada rodu rogoz ljiljana, i jedna je od dvije vrste iz toga roda koja raste i u Hrvatskoj.
Autohtona je na Bermudama